# Малампа
Малампа — провінція держави Вануату, що складається з трьох основних островів: Малакула, Амбрим та Паама, назви яких дали назву провінції (за першими літерами). Провінція включає також ряд інших більш дрібних островів — Уріпів, Норсуп, Рано, Уала, Атчін, Вао і вулканічний острів Лопеві (зараз безлюдний). Населення 36 727 осіб (2009), площа 2 779 км². Адміністративний центр провінції Лакаторо (на острові Малакула).

## Географія

### Острови
| Назва                 | Населення | Площа, км² |
| --------------------- | --------- | ---------- |
| Ахамб                 | 646       |            |
| Амбрим                | 7275      | 678        |
| Арсео                 | 0         |            |
| Атчин                 | 738       |            |
| Авок                  | 241       |            |
| Вао                   | 898       |            |
| Лопеві                | 0         |            |
| Малекула              | 22 934    | 2041       |
| Маскелайнські острови | 1022      |            |
| Норсуп                | 88        |            |
| Паама                 | 1627      |            |
| Рано                  | 304       |            |
| Сакао                 | 14        |            |
| Томман                | 253       |            |
| Уала                  | 270       |            |
| Урі                   | 28        |            |
| Уріпів                | 384       |            |

### Гори
- Пено
- Вулкан Амбрим